# 和田合戦女舞鶴
『和田合戦女舞鶴』（わだかっせんおんなまいづる）とは、人形浄瑠璃・歌舞伎の演目のひとつ。全五段、元文元年（1736年）3月4日より大坂豊竹座にて初演。並木宗輔の作。現在は二段目の「藤沢入道館」の後半部、歌舞伎では「板額門破りの場」が通称『板額』（はんがく）として上演されている。

## あらすじ

### 初段
（虎の間の段）源頼家の死後、弟の実朝が正式に将軍職を継ぐための口宣案を都よりもたらすために、公家の中の院為氏が勅使として鎌倉に下向していたが、実朝は大江広元を供にして東北の歌枕を見に留守をしていたので、母の尼将軍北条政子が代わりに口宣案を受け取る。実朝の妹斎姫はかねてより為氏に恋焦がれていたが、北条時政の息子江馬太郎義時と和田常盛が、斎姫は自分が嫁にすると互いに譲らず争い、勅使為氏の前をも憚らずにあわや斬り合いになるかと思われたところ、御家人阿佐利与市の女房板額が大紋の男姿であらわれる。板額は二人を止めようとするが聞き入れないので、三人で合い争う寸前為氏が一喝し、その場はとりあえず収まった。
（将軍館能舞台の段）さて勅使の為氏を饗応するため能楽が演じられることになったが、演目『紅葉狩』に義時、和田常盛、そして斎姫が出演することになった。その演能の前、斎姫は御家人荏柄の平太の妻綱手に頼み為氏を呼び出し、二人きりとなって為氏に恋慕の心を訴える。為氏も姫のことは憎からず思うものの、義時と常盛が姫を巡ってこれ以上争わないようにするため、わざとすげない返事をして立ち去る。姫は悲しみ、自害しようとするのを止めたのはこれも有力御家人のひとり藤沢入道であった。
藤沢入道は、斎姫と為氏を夫婦にして差し上げようと言い、次のように話した。じつは義時は今日の『紅葉狩』を演じる中で、常盛を殺そうとたくらんでいる。そこで姫が常盛に舞台で刀を渡す件りがあるが、そのとき模造の刀ではなく真剣を渡せば、必ず義時と常盛は勅使為氏の見る前で斬り合いをしようとするだろう。そうなればそれが落ち度となって、斎姫は俺の嫁などと二人とも言うことはできず、姫は何の妨げも無く為氏に嫁入りすることがかなうであろうと。斎姫は喜んで藤沢入道の指示に従う。
能がはじまり、定式どおりいくつかの曲目が済んでいよいよ『紅葉狩』がはじまった。義時はシテ戸隠山の鬼女、常盛がワキ平維茂、そして斎姫がアイの末社の神。曲の前半が終り、末社の神役の姫が維茂役の常盛に刀を渡した。そのあと義時が後ジテの鬼女の姿となって舞台に出たが、義時はシテの小道具である鉄杖を本物の鉄で作っていた。だが常盛もそれに気づき、真剣の刀を抜いて双方切り結ぼうとするところ、荏柄の平太と妻綱手もそれらの獲物に気づきあわてて義時と常盛のあいだに割って入り、双方を押しとどめる。なんとか斬り合いにはならずに済んだものの、結局この騒ぎに為氏はすぐさま都に帰ることになり、斎姫は模造ではなく本物の刀を渡したのは不届きであると、尼将軍政子の指示で藤沢入道に身柄を預けられることになったのだった。

### 二段目
（鶴岡の段）源頼家の遺児善哉丸は、鶴岡八幡宮若宮の別当僧の稚児になっていたが、折から放生会を当て込んで商売をしていた鳥売りに言いがかりを付けられて追いかけられ、そこにいた手車売りも鳥売りとぐるになり、ついには二人して善哉丸をかどわしどこかへ連れて行ってしまう。
（入道館奥御殿の段）斎姫は藤沢入道の館に預けられ、鬱々とした毎日を送っていた。しかも姫にとってさらに疎ましいことには、妻ある身の荏柄の平太が、姫に宛てて恋文をしげく送りつけていたのである。その平太の父の城九郎資国は姫のめのと役、来訪してそのうち思う人とは添えるようになるだろうからと姫を慰め、留守の藤沢入道を待つため奥に入った。
ほどなく荏柄の平太が、尼将軍政子の使者と称して館を訪れ、姫に対面する。平太は、この上は義時か常盛いずれかを選び輿入れせよという政子の言葉を伝えるが、もちろん姫がそれを承知するはずもない。すると平太はその二人がいやなら自分をと姫を口説き抱きつくので、姫は怒って平太を足蹴にし、奥へと入ってしまった。今度は平太が怒って、他の男にむざむざ姫を添わせるくらいならとその後に続き奥へと入る。そしてほどなく館では大騒動が起こった。平太がなんと姫を殺し、その首を持ち去って逃げたのである。ちょうど帰館していた藤沢入道も息子の四郎清親とともにこれを聞いて仰天し、このことを諸所に知らせ、館には人の出入りができぬよう全ての門を閉ざした。
（入道館門外の段）斎姫殺害を詮議するために阿佐利与市が入道館の門前に来るが、塀の内の物見に立つ四郎は、与市の妻板額が平太の従兄弟に当たり、その夫の与市も縁者であるから門を開いて入れることはできないという。だが与市はそういわれるのを見越して、板額を供に連れてきていた。与市は平太とは縁者ではない証として板額をその場で離縁する。板額は、夫与市のもとに嫁ぎ十年あまり、そのあいだには市若という息子まであるのに、致し方ない仕儀とはいえ去られるのはつらいと涙するが、その様子を物見から見ていた四郎はそんな手は食わぬとあざ笑い、なおも門を開こうとはしない。さすがの与市もこれには無念がる。
それを見ていた板額は、夫に去られた上は誰憚ることもなし、この門通らずにおこうかと、門の柱を抱え押し続けると、やがて門の屋根もそれに続く高塀もゆらゆらゆれて、ついには門を押し倒してしまった。このあまりの有様に四郎も仰天して、ほかの者とともに逃げ出してしまう。そこへ館の奥より、平太の父である城九郎資国が与市に面談したいとの使いが来たので与市は邸内へと駆け入る。
あとに残された板額は、資国が与市に会いたいとは何事かと胸騒ぎを覚えるところに、入道親子の命を受けた者どもが熊手や刺股を持って現れ、板額を囲み取り押さえようとするが、板額はそれら手勢を投げ飛ばし掴んでは絞め殺し、また倒した門の柱を持って振り回し大暴れ。この勢いに皆恐れをなして逃げ去った。板額がこの上は入道親子も討ち取ってくれると館の中に入ろうとすると、与市が再び出てきてそれを止め、ほどなく資国が死装束の水裃で現れた。資国はめのと役として姫を殺された責めをとるため切腹することになったのである。姪である板額はこれを悲しむが資国はその場で腹を切り、与市が介錯役として、その首を打ち落とすのだった。

### 三段目
（将軍館の段）源実朝は大江広元を連れての歌枕見物から鎌倉に戻っていたが、そこには思わぬ難題が待ち構えていた。斎姫を殺して逃げた平太の妻綱手とその子の公暁丸（きんさとまる）は、連座によりこれも処罰されることになったが、尼将軍政子が自分の館にこのふたりをかくまい、引渡しに応じなかったのである。ならば妻の綱手はとりあえず差し置き、男子である公暁丸だけを差し出すようにと実朝は再三に渡って申し入れたが、これについても政子はいうことを聞かない。
軍勢を仕立てて政子の館を攻め、平太の妻子の身柄を奪えば話は簡単であった。だが母である政子に対してそのようなことをすれば、子である実朝にとっては不孝の罪は免れない。しかしだからといってこのままにしておくことは、将軍として天下の政道をゆるがせにすることになる。実朝をはじめその場にいた御家人たちは考えあぐねるも答えが出ない。すると大江広元は、自分がかねて用意した軍勢をご覧に入れようと、それを館の庭に呼び入れた。
ところがその軍勢というのは鎧兜に身を固めてこそいたが、それはいずれも名のある御家人の、十一歳以下の幼い息子たちであった。これはと実朝がいぶかるのを、頑是無い子供たちをこうして軍勢に仕立てれば、実朝が政子に対して本心から弓引くことにはならない。またその心遣いに感じて、政子も平太の妻子を引き渡すかもしれぬと思ってのことであると広元は答えるので、実朝をはじめとするその場の人々は広元の知恵に感心するのだった。この評定に顔を出していた阿佐利与市は、子供たちの中にわが子市若が見えないのでぜひ加えさせてほしいと願い、実朝はそれを許す。 
（尼将軍館の段）板額は尼将軍政子に味方して館を守っていた。その門前へ例の鎧兜姿の子供たちが現れ、公暁丸を引き渡せという。板額はその中にわが子市若の姿が見えず、子供たちが市若を腰抜け呼ばわりするのでがっかりしつつも、子供たちをすかして帰らせる。そのあと十一歳の市若がひとり鎧兜で現れた。板額は息子に手柄を立ててやりたさに、公暁丸の首を取る手助けをしてやろうと約束したが、見ると兜の忍び緒を結んでいない。市若によれば父与市に、母に結んでもらえといわれたという。板額が結んでやろうとすると、忍び緒はふっつりと切れた。戦場で討ち死を覚悟する武士は、あらかじめ兜の忍び緒を切っておくのが習いであった。市若は縁起の悪さに、自分は死ぬのかとおろおろするが、板額は市若にそんなことはないと打ち消して励まし、手を引いて邸内へといざないその一間に忍ばせる。
夜も更けると、今度は阿佐利与市がこの尼将軍の館の近くにまで忍んで来た。塀に寄り添って邸内の様子をうかがい、耳を澄ますと声が聞える。それは妻の板額と、尼将軍政子が平太の妻綱手と、その子公暁丸も交えて話をしているところであった。だが板額は政子から、思いもよらぬことを聞かされていたのである。それは…
平太の一子公暁丸とは、じつは先の将軍頼家の遺児善哉丸であった。政子は実朝に子がないのを案じ、もしもの時の世継ぎにと善哉丸の身柄を寺から奪っていた。善哉丸は本来、成長すれば出家させると決まっていたからである。鶴岡八幡で善哉丸をさらった鳥売りと手車売りというのも、じつはその正体は阿佐利与市と荏柄の平太であった。だが預けていた寺側の追及はきびしく、政子はやむを得ず、善哉丸を平太の子公暁丸ということにして凌いでいたのである。しかしそれも平太が主殺しの大罪を犯したことにより、そのせがれと名乗った善哉丸は助からない。自分は尼の身であるにもかかわらず、人が出家するのを妨げたというのも恥ずべきことである。この上は夜明けまでに孫である善哉丸とともに自害して果てるつもりだと、政子は涙ながらに語った。
やがて政子は綱手と善哉丸を連れて仏間へと入ったが、あとに残った板額も泣くよりほかになかった。夫の与市は公暁丸が善哉丸であることを知っていて、その善哉丸のもとに遣わした市若の兜の忍び緒を、結べばわざと切れるようにしていた。つまりこれは、市若を善哉丸の身代りとして殺せという意味だったのだ。だが殺すことになると知っていたなら、なぜ市若の来るのを待ち望んでいただろうかと嘆く。しかし表にいた与市も、忠義でなくばどうしてわが子を殺しによこすだろうかと、涙するのであった。
板額は、しかし心を決めていた。待ちかねてそこに出てきた市若に板額は、もしお前が公暁丸だったらどうするかと尋ねると、市若は、自分が公暁丸なら大罪人の子である以上、切腹して死ぬと答える。板額は今しばらく待つようにいうので市若はふたたび一間へと隠れた。すると板額は周囲の明かりを消してまわる。政子と綱手はこの様子に、板額が善哉丸を討つつもりかと身構えた。
やがて激しく物音がする。板額の叫ぶ声。その声によれば平太が現れたらしい。だが市若は暗い一間の中で、思いもよらぬことを聞く。板額はじつは市若が、平太の子だというのである。その市若を平太がわが子として取り返しにきたというのを市若は聞いて嘆き悲しみ、ついに自分の刀を腹につきたてる。その様子を察した板額は市若に駆け寄り、政子たちもこれはと驚きつつ、明かりをもってそこに現れた。
平太などこの場に最初からいなかった。板額はわざと来てもいない平太と争うように見せかけ、市若に切腹させるようにしたのである。市若が平太の子であるというのももとより嘘、父がお前をここに寄越したのは、善哉丸の身代りにするためだったと板額は市若に言い聞かせる。市若が、平太の子ではなく手柄になることなら嬉しいといって事切れると、板額も表にいる与市も、前後不覚に泣き崩れるのであった。これを見ていた綱手は、こうなったのも夫平太ゆえと自害しようとするのを政子がとめ、済まぬと思うのなら平太を探し出し、姫の敵として討てと命じる。また市若への追善として善哉丸の髻を切り、世継ぎとすることは諦め改めて出家させ、とりあえずこの館を綱手とともに立ち退かせるとした。
夜も明けた。板額は是非なく市若の首を討つと、そこへ与市が邸内に入り首を受け取る。板額と同じく涙をこらえながらも、与市はわが子の首を持って館を立ち去った。

### 四段目
（道行こがれ虫）綱手と善哉丸はともに六十六部に姿をやつして諸所を旅し、京の三条粟田口に至る。
（粟田口の段）善哉丸を稚児として預かっていた鶴岡八幡の別当阿闍利は、さらわれた善哉丸の行方をたずねるため諸所を歩いていた。その阿闍利の前に六十六部姿の綱手と善哉丸が通りかかり、綱手は阿闍利に善哉丸を引き渡す。阿闍利は鎌倉からの追手をかわして善哉丸を連れ帰る。
（小倉山荘の段）木々も紅葉する秋、為氏は祖父藤原定家の残した小倉山荘に、百人一首を撰ぶため篭っている。そこへ六十六部姿の綱手が一夜の宿を借りにやってきた。綱手の両親である車戸次（しゃこじ）とその女房は、召使として為氏に仕え、この山荘を守っていたからであった。しかし綱手を見た車戸次と母は機嫌を悪くする。それというのも綱手は六年以前に親のもとから家出し、そのまま音信不通だったからである。だがこのふたり、元来性根の意地汚い人間だったので、綱手が親への土産や金も沢山持ってきたというと喜び、車戸次は酒の肴を買いに出かけ、綱手と母は奥へと入った。
やがて日も暮れかかろうとするころ、この山荘にまた人が訪れる。為氏が見ると笠をかぶった浪人で、為氏の説く歌道を慕い訪ねてきたのだと言い、さらにいま為氏が撰んでいる百人一首に、自分の詠んだ和歌を加えてほしいという。為氏はこれを了承し、浪人にひとまず休むようにと別棟の庵に入らせた。
そのあと為氏はなおも百人一首の撰定に余念なく、歌を記した色紙を見ていたが、そのうちつい居眠りをしてしまう。ところがふっと目を覚ますと、近くに誰かがいる。見るとそれは、荏柄の平太に殺されたはずの斎姫であった。為氏は姫の幽霊かと疑うが、さらに庭に現れたのはその姫を殺したという平太だったのである。そして平太は全てを話した。
平太の父城九郎資国は、為氏への思いを遂げられない姫のことを気の毒に思い、また和田と北条が姫を巡って争うのは藤沢入道のたくらみによるものと見抜いていた。そこで息子の自分を呼び、姫の恋がかなうように計らえといわれたので、新参の腰元を殺して姫の身代りとし、ここまで姫を連れてきたのであると。ここまで聞かされて為氏は、もはや斎姫を拒む心はなかった。為氏は姫を連れて奥の一間へと入る。
だがこの場の様子を、帰っていた強欲な車戸次とその女房は物陰で見ていた。じつは姫に求婚していた和田も北条も、姫が平太に殺されたということについては疑念を抱いていた。そこでもし生きていたらきっと為氏のところへ来るだろうと、車戸次は北条に、女房は和田に頼まれ、褒美を与えるから姫を見たなら訴えるよういわれていたのである。車戸次は姫をさらうため奥へ行き、女房はあたりを見張る。しかし綱手も、これまでの様子をすべて聞いていた。綱手は母親の前に出て、そんなことはやめるように諌めるが、母は逆に自分たちに一味せよと刃物をふるって脅し、果ては平太を油断させるために、酒を飲ませて酔いつぶす役目を綱手は負わされるのであった。母は奥へと入る。
一人残った綱手の前に、平太が現れる。平太は妻との再会を喜ぶが、綱手のほうは姫のことが案じられてならない。だがいかに悪人とは言え、親を訴えるようなこともできない。そのうち綱手がその鬱屈から、用意した酒を何杯も重ねついには酔いつぶれ寝てしまう。だが綱手は横になり寝言と称して、姫の身に危険が迫っていることを平太に聞かせる。平太はこれを聞いて驚き一大事と、綱手を伴い奥へと駆け入った。
やがて車戸次が、綱手が背負ってきた笈に姫をいれて現れる。ところが女房が和田の手勢が潜む先に向おうとすると、車戸次は姫は北条に渡すという。どちらへ渡すかふたりは争い、ついに車戸次は女房を斬ろうと持っていた刀を抜くと、女房はそれをよけようと笈を盾にする。すると笈は真っ二つに割れ、中から出てきたのは姫にあらずして、手を負った娘の綱手であった。姫は平太と綱手が隙を見てすり替えていたのである。
綱手は両親に対して悪心を改めるよう諌め、その場に現れた姫と平太にこの世の暇乞いを述べるので、姫と平太は嘆き悲しむ。だが車戸次はなおも北条へ、女房は和田へとそれぞれ駆け出そうとすると、二つの方向から飛んできた矢に二人はそれぞれ貫かれたちまち絶命した。これはと驚く姫と平太の前にあらわれたのは衣冠に身を正した為氏、また今ひとりあらわれたのは旅の浪人と称して訪れていた将軍源実朝。矢を放ったのは為氏と実朝であった。実朝は、この場で射殺したのは平太であってそれ以上のことを今は問わぬとし、また綱手のことを思い、「よのなかは　つねにもがもな　なぎさこぐ　あまのをぶねの　つなでかなしも」という和歌が整ったので、これを百人一首に入れてくれるよう為氏に頼むと、為氏も綱手へのよい追善と、百首の中へ入れることになった。手を負う綱手はこれを聞き、右大臣実朝の和歌に名が記されることは冥加この上ないと言い、事切れるのであった。

### 五段目
（合戦場の段）北条と和田の確執はついに合戦となり、義時と常盛は鎧兜に身を固めて切り結ぶ。そこへ与市と平太が現れ、これまでのことは北条と和田を滅ぼすための藤沢入道の策略であったと義時と常盛は気づくが、藤沢入道と息子の四郎清親も手勢を率いて現れ、鎌倉を騒がせた罪により上意によって義時と常盛を討ち取るというので、義時はじめ皆は応戦する。
そこへ板額がこれも鎧に身を固め薙刀をもって駆けつけ、入道親子を討とうとする。入道は手勢を差し向けるも板額にことごとく討たれる。この勢いに入道と四郎はたまらぬと、馬に乗って逃げようとするところへ板額が来て、親子が乗る馬のそれぞれの尻尾を掴んで放さない。2頭の馬は駆け出そうとするがついに板額の怪力により、四郎の乗る馬は尻餅をついてひっくり返り、入道も最後は板額に四郎ともども取り押さえられる。入道親子は実朝のもとへと引かれてゆくのであった。

## 解説
本作は和田義盛の郎党朝比奈三郎義秀の門破りの俗説と、近松門左衛門の作ともいわれる『ゑがらの平太』などの先行作をもとに創作された。豊竹座での初演の二ヵ月後には、京都で歌舞伎化されている。二段目の板額が門破りをする場面のほか、公暁丸がじつは頼家の子であることを知った板額が、わが子市若を身代わりに立てる「市若身替り」が知られる。四段目の粟田口の段は現在では文楽・歌舞伎とも上演が絶えているが、別当阿闍利と追手の侍との滑稽な掛け合いがあり、いまでも文楽で滑稽な場を「アヂャリ場」転じて「チャリ場」と呼ぶのはこれが起りであるという。
板額は原作の浄瑠璃では、初段において登場した姿は「六尺豊かの大女房」、しかも「笄髷」に「大紋」という姿で勅使為氏や尼将軍政子をはじめとする人々の居並ぶ中をおめず臆せず参上するという大胆さ、また城九郎資国は姪である板額について、「面はさほど見苦しうもござらねど、関相撲を見るやうな大女房、力の強いばかりが取り得」と言い、浄瑠璃・歌舞伎の中でも有数の勇猛果敢な女性である。初演のときの板額の人形は、当時遣われていた女の人形の2倍もある大きな人形を遣っていたと記録にはある。
二段目の入道館では、門を破壊する荒事を女形が演じるのが眼目で、板額は離縁されたのち「…去られた女房は三界に家なし、家が無ければ主もなし。誰に憚り遠慮せん」の科白と「たとえこの門磐石にて固めるとも、夫思いの我が念力、やわか通さでおくべきか」という浄瑠璃の詞章に乗り、夫に会釈ののちもみ手をして門前に行き、懐紙で門にあてて押すという型が伝わっている。女形の心得を失わずに獅子奮迅の働きをするところにこの役の難しさがある。かつてはもっと大暴れする演出もあった。
歌舞伎の女形としては特殊な演技なので、九代目市川團十郎、七代目市川中車、三代目尾上多見蔵などの立役、すなわち加役としてつとめることが多かった。戦後は六代目中村歌右衛門、九代目澤村宗十郎などが得意とした。勇ましい演技をする女形を歌舞伎では「女武道」と呼び、板額はその代表的な役柄である。團十郎は活歴物に凝っていたので、下げ髪の鬘、萌黄色の腹巻という扮装で薙刀を持つというものであった。現行の型は片はずし、緋色の綸子に打掛、白色の平ぐけという丸本時代物の扮装である。
からみの脇役も腕達者が必要である。とくに板額にやり込められる藤沢四郎清親は、板額の怪力に震えながらも花四天の郎党を引き連れ、「ヤア、ヤア、板額。…うぬが力の自慢顔、あかずの門をば腹太鼓、雷門の落ちるよな。がらがらぴっしゃり破られては、筋鉄門でも金門でも、にゃんとも言わぬ猫の門、これでは老門しようがない。うぬその儘に帰りなば、一家一門たたりが行く、討手に参った某を、山門とも思わずに、穴門すったるのほうず門、身共が仁王門になればよし、いやじゃなんぞともんすが最後、おのが命を寅の門、もんもがいても、もん叶わぬ、首を渡すか腕廻すか、返答はサア、サア、…南門、南門」と、竹本の糸に乗ってノリ地で門尽くしの台詞を述べるなど、道化じみた端敵の性格で劇を盛り上げている。
一方古くは、上で述べた型とは違ったやり方をしたこともあったようである。『芝居乗合話』には初代嵐雛助が板額を演じたとき、門破りをするのに薙刀を小脇に持ち、その薙刀を持った手で上着の褄も取って持つ、そして片方の手で門を押して破るというかたちを見せ、大評判大当たりを取ったとある。それは「女子のちからを入るる心得にも至りて能きみへなり」、すなわちたとえ人並みはずれた大力を見せる場面でも、あくまでも女性らしさを失わぬ所作にしたのがよかったのだということである。しかしこの演技は、親の初代嵐小六から何度も駄目出しをされて工夫したものであったとも記されている。

## 「尼将軍館」での板額
二段目の門破りでは怪力無双を誇った板額であったが、三段目の尼将軍政子の館ではそれとは違った面を見せることになる。息子の市若を、善哉丸こと公暁丸の身代りにさせる場面である。板額が11歳の息子を死なすように仕向けるくだりは、現在の幼い子を持つ母親なら目を覆いたくなるようなむごさであろう。しかしでは、板額はただ「忠義」の二文字に従って、わが子を死に追いやったに過ぎないのかというとそうではない。
板額はじつは、息子には甘い母親として原作では描写されている。三段目で鎧兜を着た御家人の子供たちを板額はすかして帰すが、それというのも「我が子の来ぬが不思議さに。当てなき事を引延ばす。思ひは親の因果かや」、つまりその場に来なかった市若に、手柄を取らせてやりたいという思いが働いた上でのことだとしているのである。またそのあとで市若が来たときにも、市若が「私にばっかり手柄さし、名を上げさして下され」というのを聞いても、「オオよふ言やった。そなたに手柄させいで誰にさせう。フムウさすが母が産んだ子、阿佐利与市が胤程有る…」などと言ってあげくは館の内に引き入れる。御家人の子供たちは誰も付き添わず来てそのまま帰ったのに、市若一人のこのことあとから来て、自分ばかりに手柄をさせてくれというのだから、親ならば本来叱るべきところであろう。
一方、上のあらすじでは略したが三段目尼将軍館の段の最初には、平太の妻綱手と板額がちょっとした口論をする場面があり、その中で板額は綱手に向かって次のように言う。
（板額）「…さ程のそもじが何故に、子まで引き連れ尼君を、頼みてさもしき命乞ひ…まこと口ほど健気なら公暁を刺し殺し、その身も自害したがよい。兎角命は惜しいもの」
のちに板額は公暁丸がじつは善哉丸だと政子から聞かされるのであるが、その前にも「急ぎ（公暁丸の）首討ってお渡しあれば、法も立ち道も立つ」と言っている。
板額のいうことは、当時においては間違ったものではない。主殺しは当時大罪であり、平太が将軍の妹をおのれの身分もわきまえず横恋慕して殺したという以上、その妻や子も処刑されるほどの重い罪科が加えられるべき事件である。つまり公暁丸が死ぬことは何であろうと、避けられぬことであった。だがその公暁丸とはじつは善哉丸だったのである。平太の子の公暁丸が罰せられるのは誰もが守るべき「法」によると主張するならば、お主にあたる善哉丸がみすみす殺される難儀を見て見ぬふりをすることも、家臣としての「道」にもとることであり許されない。要するに「法」や「道」を立てるためには子供でも死なねばならぬというのであれば、それは自分の子であろうとも異論なく受け入れなければならないということを、板額は結果として自ら口にし、自らを縛ることになったのである。
その後に板額が、平太が館に来たと偽って市若を死なせたのも、板額の切羽詰った心情を現しているといえる。板額がわが子市若による身代りを心に決めた時、次にすべきことはその市若に、身代りとなって死ぬことを言い聞かせることであった。だが板額はそうはしなかった。その理由は、上で述べた板額の性格とあわせて素直に考えれば、「親としての甘さ」である。お主のために身代りとなることを市若に聞かせて、もし「死ぬのはいやだ」と聞き分けずうろたえたりしたらどうしよう。そうなっては武士の子として、見苦しい最期を遂げさせることにもなりかねないが、親として言い聞かせる自信がない。かといってわが子にいきなり刃を当てることもできない。板額が市若に「もしおまえが平太の子だったらどうするか」と聞いたのは、もはや市若に言い聞かせることをあきらめ、息子を騙すしかないと思い詰めてのことであった。そして市若は切腹する。結局一番うろたえたのは、ほかならぬ板額自身である。
勇猛で怪力無双の女ならば、わが子が忠義のために死ぬのも厭わないだろうと思いのほか、板額はなによりもわが子を思う母親であり、思うがゆえにわが子を騙して死なすことになった。その性格はじつはか弱いともいえるものであり、二段目で門を破り大暴れする姿と、三段目でそうした性格を見せる落差は、身代りの悲劇をより深めている。この板額と市若のほかにも、四段目では綱手が強欲な自分の両親を、親であるがゆえに訴えられない、しかしそれではお主に対してすまないと苦しむ場面があり、三段目においても将軍実朝が、「孝」と「法」をはかりにかけて思い悩む場面がある。この『和田合戦女舞鶴』は、親子の関係を通して世間の掟や義理に苦しむ人々の姿を描いているともいえよう。